# Musée Mille Miglia
Pour les articles homonymes, voir Musée (homonymie) et Mille Miglia.
Le musée Mille Miglia (Museo Mille Miglia, en italien) est un musée de l'automobile  de Brescia en Lombardie, consacré à l'histoire de la course automobile mythique Mille Miglia, courue de 1927 à 1957 entre Brescia et Rome en Italie. 

## Historique
Les Mille Miglia (ou 1000 Milles) était une des courses automobiles les plus célèbres et prestigieuses du monde, concurrente du Grand Prix automobile d'Italie, courue entre 1927 et 1957, sur une boucle de 1005 milles (environ 1 618 km) entre Brescia et Rome, avec les marques de voiture de compétition les plus prestigieuses et les pilotes les plus célèbres de l'époque,. 

Le Rallye des 1000 Miles est créé en 1977, en parallèle de la course de voiture historique « Mille Miglia Storica », en mémoire de la compétition automobile d'origine, avec environ 400 voitures de course de collection parmi les plus emblématiques de l'histoire de l'automobile, ,. 

## Musée Mille Miglia
Ce musée de l'automobile Museo Mille Miglia est créé à partir de 1996 par l'Automobile Club de Brescia, dans l'ancien monastère restauré Santa Eufemia della Fonte de Brescia du XIe siècle, entre le lac d'Iseo et le lac de Garde, inauguré en 2004,,,.

Quelques modèles
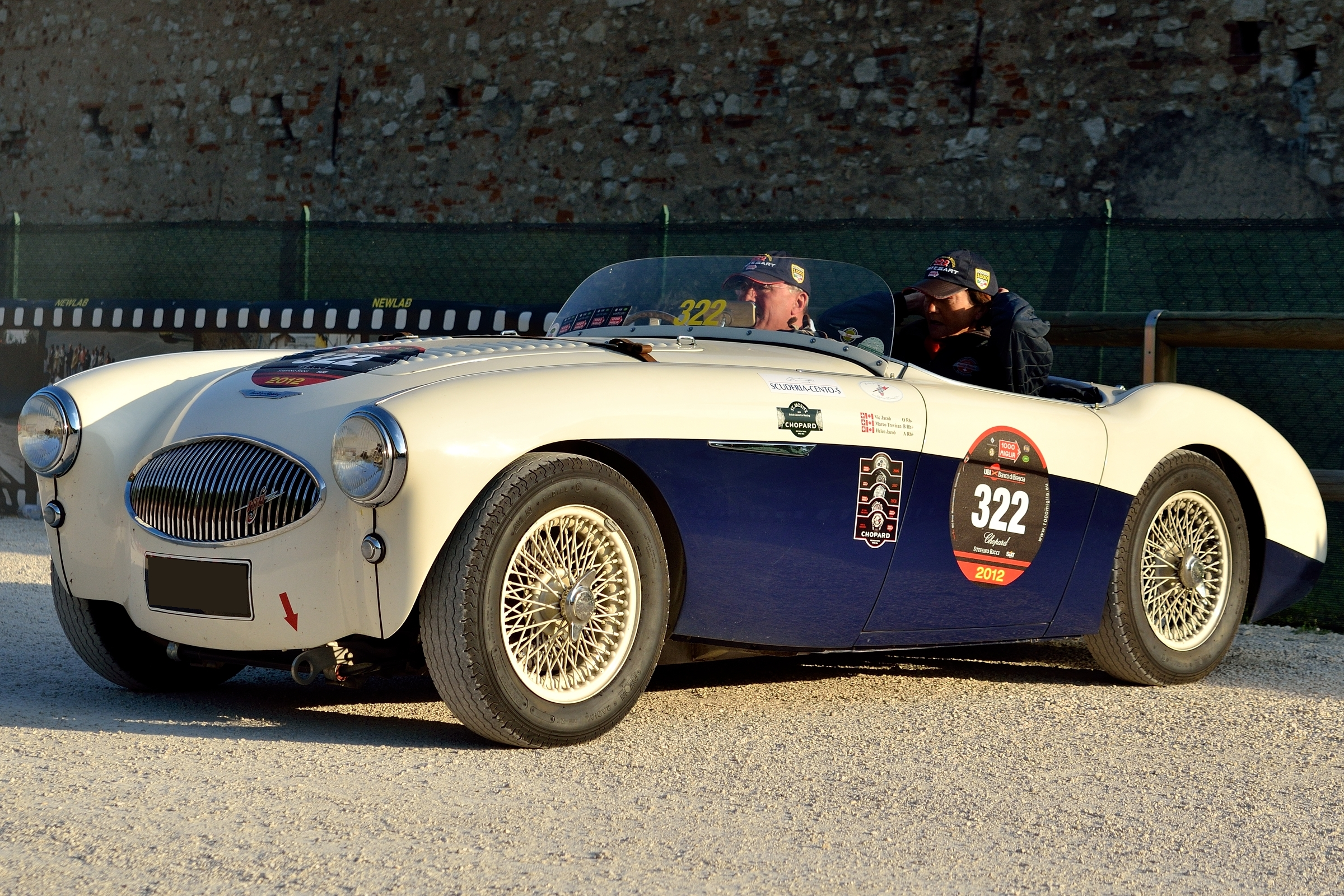
Austin-Healey 100-6
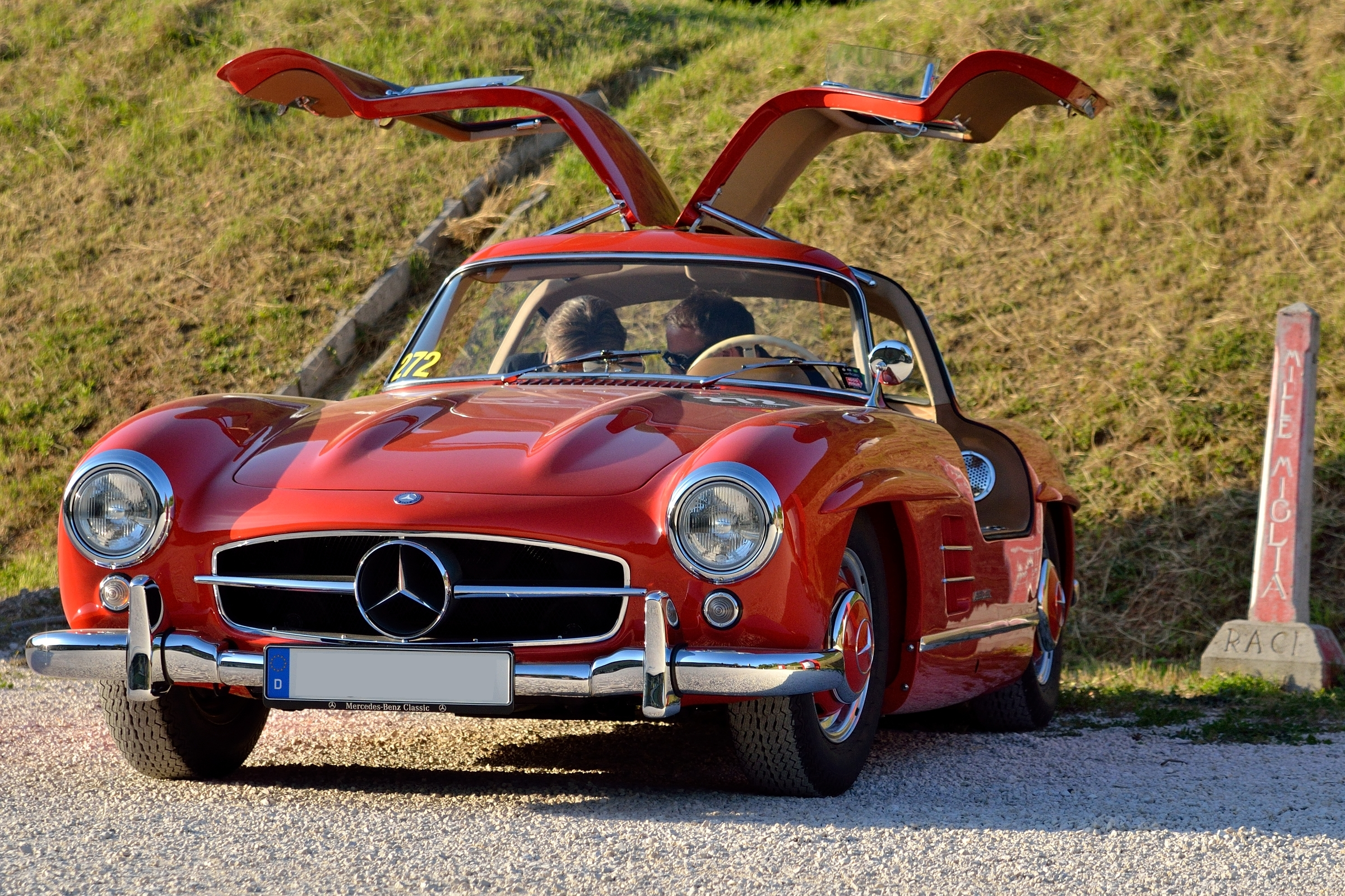
Mercedes-Benz 300 SL
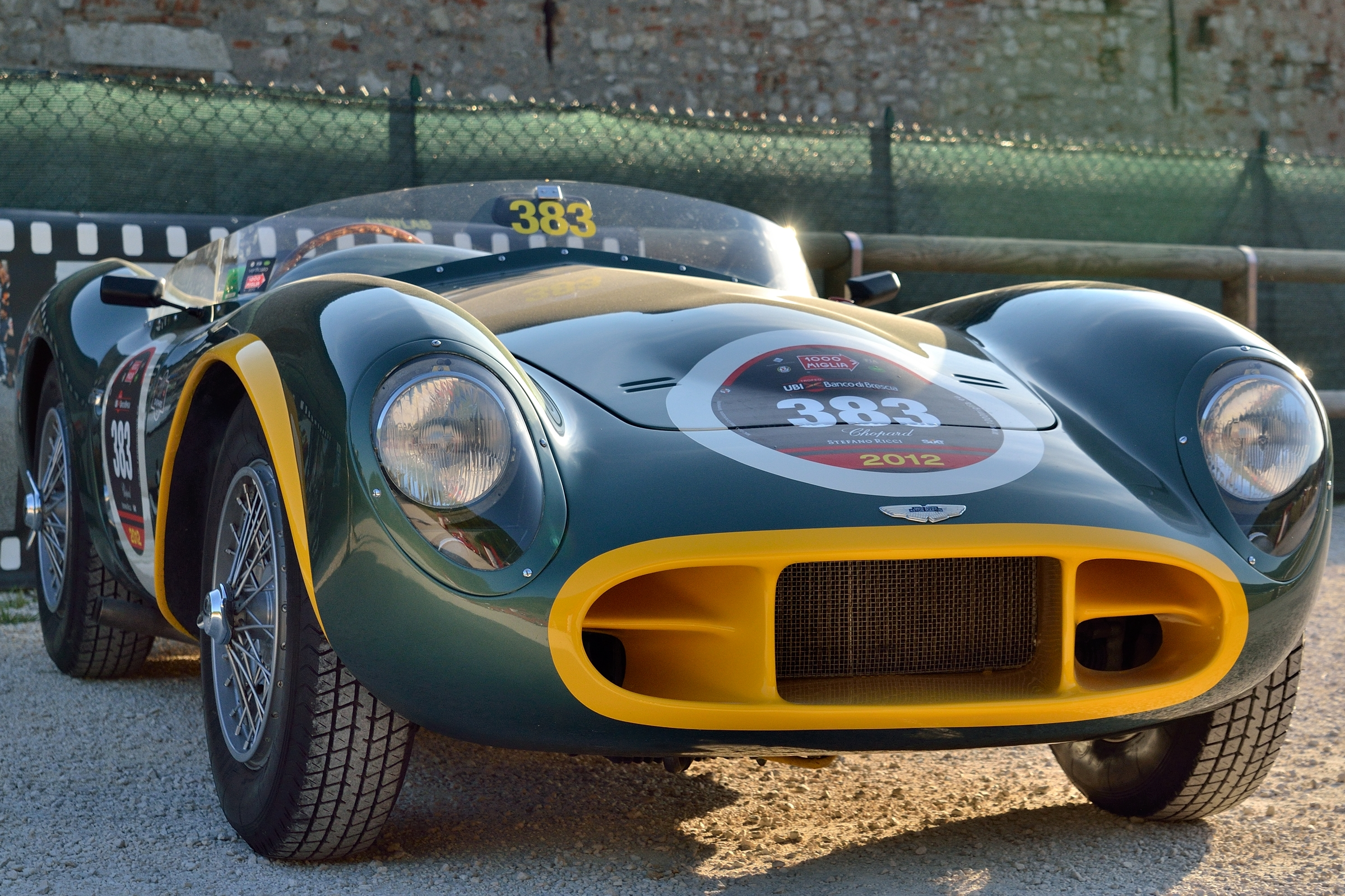
Aston Martin DB3

L'espace d'exposition est divisé en neuf sections chronologiques, qui expose l'histoire de la Mille Miglia de 1927 à nos jours, avec de nombreux véhicules, objets historiques, et documents d'archives.